# Качко, Аркадий Семёнович
Аркадий Семёнович Качко (1895 год, Тула — 1959 год, Феодосия) — советский деятель образования. Директор (ректор) Уральского индустриального института с 1937 по 1951 год.

## Биография
Родился в 1895 году в небогатой семье. Учился в гимназии, после окончания которой поступил в Московский университет, откуда был призван в армию для участия в Первой мировой войне. Был отправлен на австрийский фронт.
В 1918 году вернулся с войны в Россию. Вступил в ВКП(б). Принимал активное участие в гражданской войне, создал партизанский полк имени Красной Тулы, воевал на Урале и Заволжье, был ранен. До 1927 года служил на различных должностях в Красной Армии, ушёл со службы по состоянию здоровья.
В 1928 году в рамках «партийной тысячи» был направлен на учёбу в Ленинградский электромеханический институт, который он закончил в 1931 году. Некоторое время работал на заводе «Пирометр».
С 1931 года работал в Ленинградском индустриальном институте ассистентом кафедры электроизмерительной техники и начальником, вместе с тем возглавлял научный отдел вуза.
В 1937 отправляется на работу в Свердловск, где был назначен директором (ректором) Уральского индустриального института им. С. М. Кирова. Показал себя видным организатором, за короткий срок, благодаря своему революционному прошлому и высокому авторитету, отвёл от сотрудников института, характерные для того времени в стране, обвинения «во вредительстве» и «контрреволюционной деятельности».
Завершил строительство главного корпуса института, которое тянулось до его прихода на должность долгое время. К началу 1940-х годов создал втузгород, уникальный для того времени, комплекс учебных корпусов, общежитий и жилых знаний.
В 1941 году отказался от эвакуации вуза на восток страны, обосновав возможность одновременной работы на территории института и самого вуза и эвакуированных на его территорию заводов и предприятий.
Во время Великой Отечественной войны года все исследования института были сосредоточены на нуждах страны в условиях военного времени. Научная работа сосредотачивались на создании новых видов вооружения и оснащения Красной Армии, оказания помощи оборонным заводам по созданию и освоению новых технологических режимов, использованию местных видов сырья, применению заменителей дефицитных металлов, быстрейшему вводу в действие мощностей и эвакуированных заводов и фабрик.
Основался у руля вуза и в послевоенное время, решая задачи восстановления научных мощностей и наращивания количества учащихся. По собственной просьбе ушёл с поста ректора в 1951 году по состоянию здоровья. На пенсии переехал в Крым. Награждён Орденом Ленина.
Скончался в 1959 году в Феодосии.